# Sebastiano Grandis
Sebastiano Grandis (San Dalmazzo di Tenda, 6 aprile 1817 – Torino, 10 gennaio 1892) è stato un ingegnere italiano, famoso per aver progettato e diretto i lavori per la costruzione del Traforo ferroviario del Frejus lungo oltre 12 km fra Francia e Italia, la prima galleria di grandi dimensioni in una montagna.

## Biografia

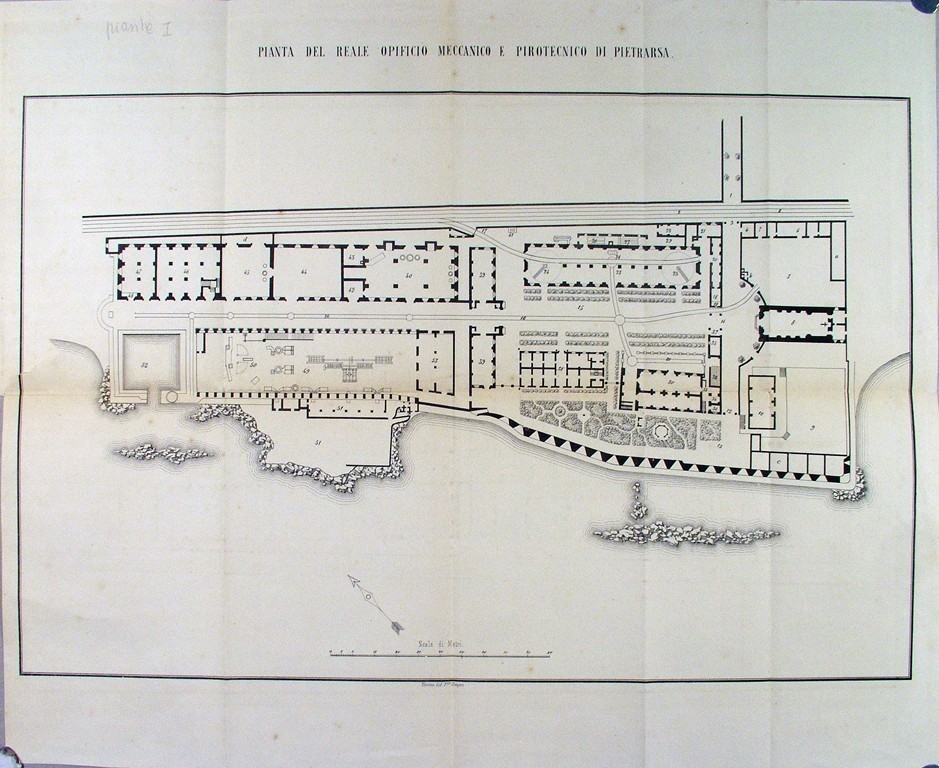
Reale Opificio meccanico e pirotecnico di Pietrarsa, planimetria. Dalla Relazione del Signor Cavaliere Sebastiano Grandis ispettore delle strade ferrate dello Stato, 1861.

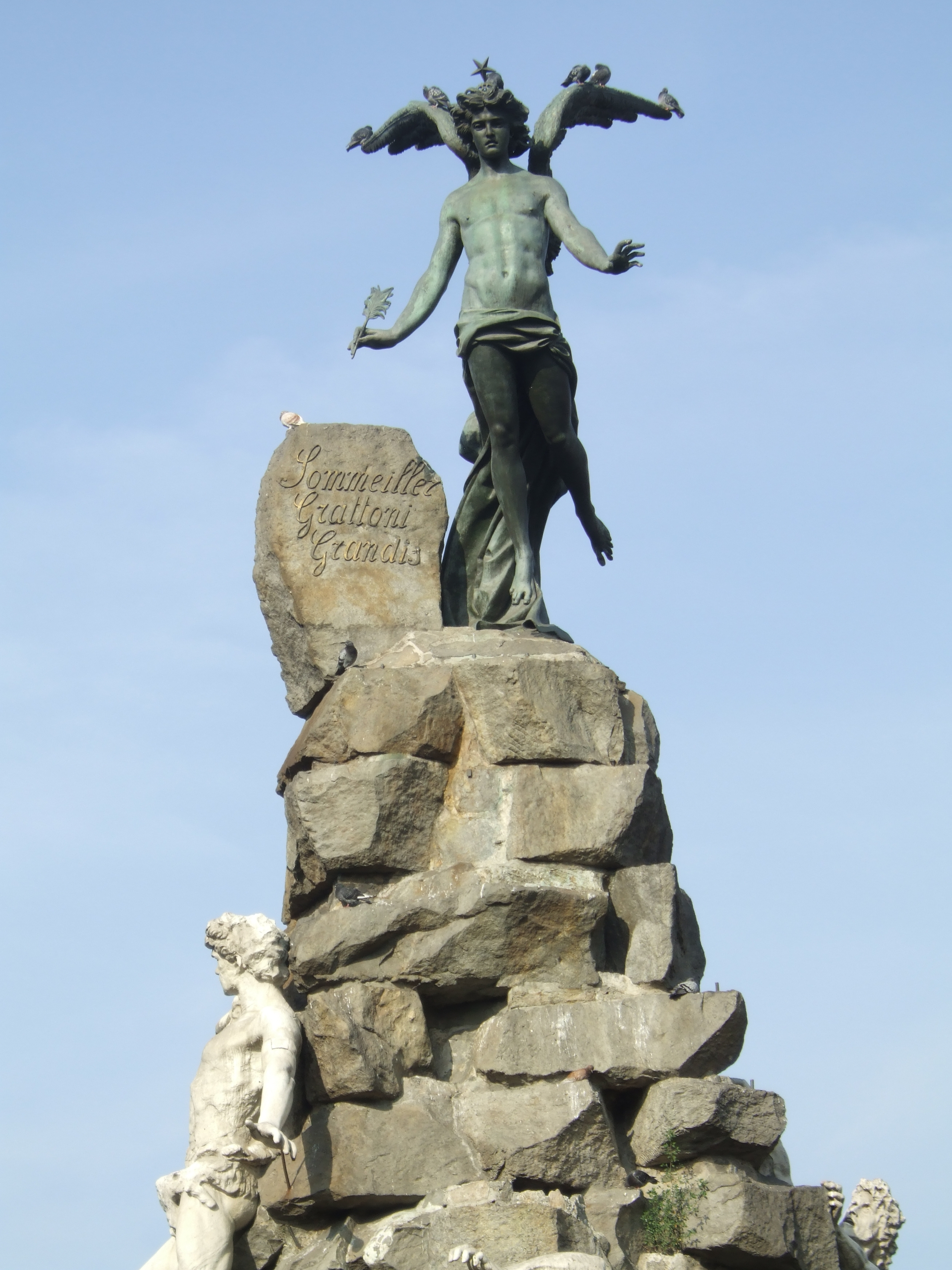
Monumento ai realizzatori del Traforo Ferroviario del Frejus in piazza Statuto a Torino - Particolare (il Genio della Scienza incide i nomi dei tre ingegneri: Sommeiller, Grattoni e Grandis)

Grandis nacque nella contea di Nizza, all'epoca parte del Regno di Sardegna, da genitori originari di Borgo San Dalmazzo (CN). Il nonno, concessionario della miniera di Vallauria, garantiva un ottimo tenore di vita a tutta la famiglia. Quando Sebastiano era ancora bambino il padre Valentino lasciò la miniera ed aprì una manifattura di drappi a Borgo San Dalmazzo, dove si trasferì con tutta la famiglia. Dopo aver studiato al Real Collegio di Ventimiglia e terminate le scuole superiori a Cuneo, nel 1837 Sebastiano si trasferì a Torino per seguire le lezioni universitarie. Si laureò nel 1841 in ingegneria idraulica e, nel 1842, in architettura civile. Dal 1841 iniziò ad insegnare presso l'università.
Nel 1843 entrò nel Genio Civile. Nel 1846 fu inviato insieme a Germano Sommeiller, già suo compagno di studi, in Belgio al fine di apprendere le tecniche di costruzione e gestione delle ferrovie. Nel 1848 fu promosso ingegnere di 2ª classe e gli fu affidata la direzione della tratta ferroviaria Torino-Moncalieri. Nel 1851 fu promosso ingegnere di 1ª classe. Nel 1852 fu inviato in Austria e Germania, in qualità di osservatore, e nel 1854 divenne direttore delle officine ferroviarie del Regno di Sardegna. Nel 1859 si occupò della gestione degli spostamenti via ferrovia delle truppe piemontesi durante la seconda guerra d'indipendenza. Trascorse poi un mese alla stazione di smistamento telegrafico di Casale per sovrintendere al trasporto delle truppe franco-sarde e relative armi e vettovagliamento, che si stavano concentrando fra Alessandria, Casale e Valenza.
Nel 1867 entrò a far parte del Consiglio superiore dei Lavori Pubblici, ma l'opera che gli diede fama fu la costruzione del Traforo del Frejus con Germano Sommeiller e Severino Grattoni ed il brevetto della perforatrice pneumatica, che servì allo scavo del traforo stesso. Oltre a tali opere, rimangono anche alcune sue memorie scritte, tra le quali Sullo stabilimento metallurgico e meccanico di Pietrarsa presso Napoli (pubblicato nel 1861) e Considerazioni tecniche ed economiche sul traforo delle Alpi (uscito postumo nel 1893).
Alla morte, lasciò i suoi averi al comune di Borgo San Dalmazzo, per finanziare delle borse di studio per giovani meritevoli.
Nel 1869 sposò Antonietta Imberti, dalla quale non ebbe figli. I fratelli ebbero invece numerosa discendenza che tuttora vive nella casa di Borgo San Dalmazzo.

## Toponomastica e monumenti

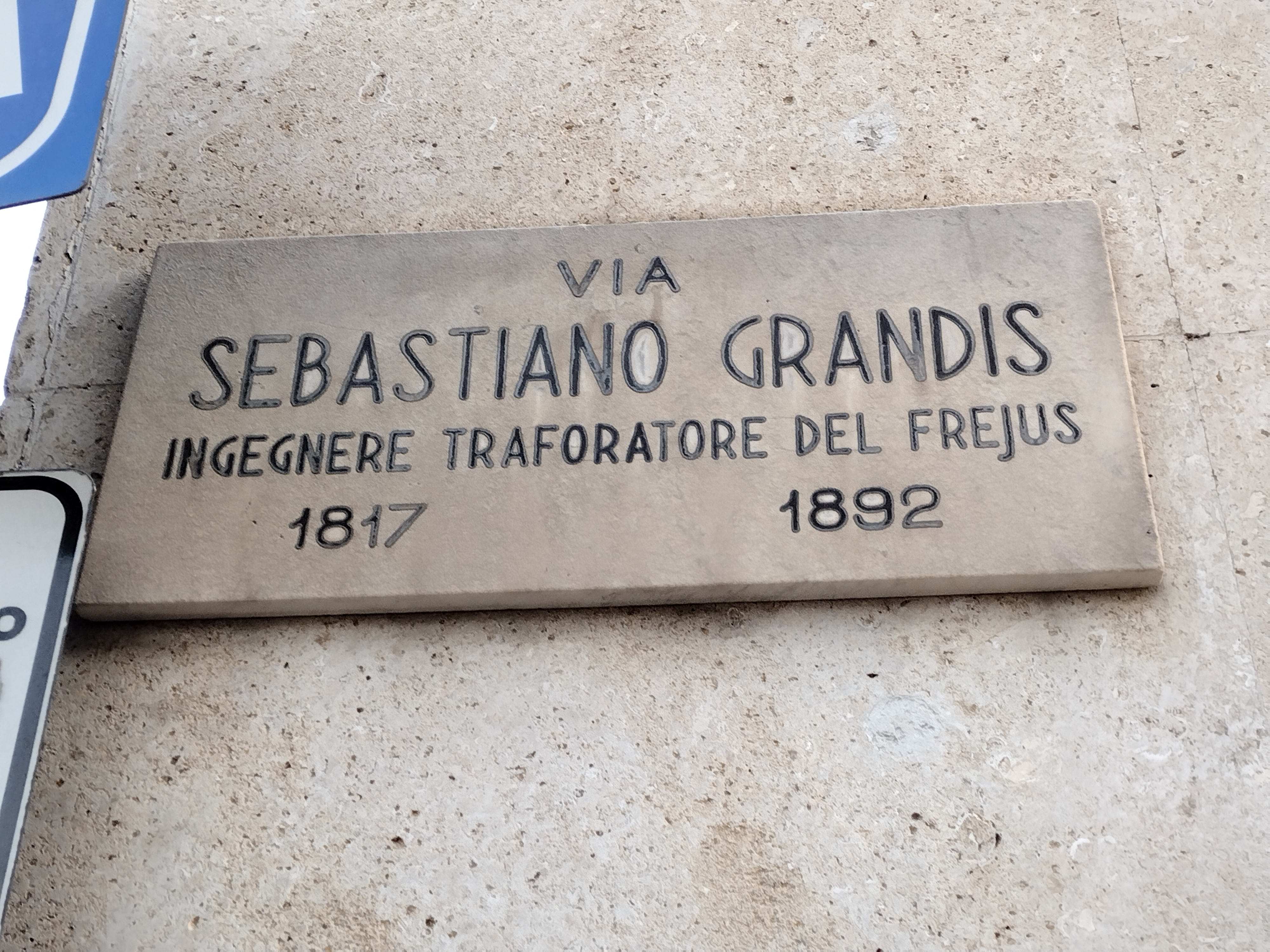
Torino, via Sebastiano Grandis

- Bardonecchia: il comune ha dedicato a Sebastiano Grandis una via
- Torino: la città ha dedicato a tutti coloro che hanno lavorato all'opera del traforo del Frejus un monumento commemorativo al centro di piazza Statuto, inaugurato nel 1890 e alla cui sommità sono esposti i cognomi dei tre ingegneri, tra i quali quello del Grandis. Inoltre gli ha dedicato una via nella zona vicino a piazza Statuto
- Roma: la capitale ha dedicato una traversa di Via di Santa Croce in Gerusalemme a Sebastiano Grandis, mentre le due traverse successive sono dedicate a Germano Sommeiller e a Severino Grattoni perché facenti parte della viabilità del complesso residenziale della Società cooperativa ferrovieri per case economiche in Santa Croce edificato in stile liberty nel 1903. Non a caso, avendoci abitato, nello stesso comprensorio è stata dedicata una via, con tanto di targa in suo onore, al ferroviere, ciclista ed eroe di guerra Enrico Toti.
- Cuneo: a Cuneo esistono una via ed una scuola intitolate a Sebastiano Grandis
- Borgo San Dalmazzo: Borgo San Dalmazzo ha intitolato a Sebastiano Grandis una via, una piazza e la sede dell'istituto comprensivo, nel cimitero cittadino vi è il monumento funebre fatto realizzare dalla moglie dall'artista Leonardo Bistolfi
- Genova: nella circoscrizione di Sampierdarena esiste un Vico Grandis tra Via Luigi Dottesio e Vico Grattoni
- Tenda (ora appartenente al Dipartimento francese delle Alpi Marittime, ma italiana sino al 1947): esiste una via Sébastien Grandis. La francesizzazione del nome è abituale in loco; la si trova ad esempio anche nel Monumento ai Caduti